# Fruit Ninja
Fruit Ninja (также известна как Fruit Ninja HD на iPad и Fruit Ninja THD на Android смартфонах с NVIDIA Tegra 2) — компьютерная игра, разработанная Halfbrick Studios в Брисбене, Австралия. Была выпущена 21 апреля 2010 года для iPod Touch и iPhone, 12 июля 2010 года для iPad, 17 сентября 2010 года для устройств под управлением Android, и 22 декабря 2010 года для Windows Phone. Кроме того, в марте 2011 года, версии для Bada и Nokia (ранее Symbian) стали распространяться через официальные магазины приложений. Незадолго до E3 2011, Fruit Ninja Kinect появилась на Xbox 360 с использованием контроллера Kinect. От игрока требуется разрезать виртуальным мечом фрукты, появляющиеся из нижнего края экрана. На сенсорных устройствах для этого достаточно прикосновения к экрану, в компьютерной версии используется мышь. Существует несколько режимов игры, в том числе и мультиплеер (только на iPad и Xbox 360).

## Игровой процесс

Скриншот геймплея

В Fruit Ninja игрок с помощью пальца управляет мечом на сенсорном экране. Когда фрукт появляется на экране, игрок должен провести пальцем по экрану, чтобы разрубить его пополам. Дополнительные очки начисляются за несколько нарезанных фруктов одним взмахом (комбо), игроки могут одновременно использовать несколько пальцев. Если игрок не успевает разрезать фрукт вовремя, он упадёт обратно в нижнюю часть экрана; после того, как игрок пропустит три фрукта, игра окончится. При достижении очков, кратных ста, игрок получит дополнительные жизни. Иногда на экран вместо фруктов вылетают бомбы, при задевании которых, происходит взрыв и игра заканчивается.
Режим «Дзен» убирает бомбы и ограничение на количество упавших фруктов, но ограничивает время до 1,5 минут. Также имеется аркадный режим, в котором у игроков есть только 60 секунд, чтобы достичь высокого результата. В этом режиме к стандартным фруктам также добавляются специальные, раскрашенные бананы, которые имеют уникальные бонусы, такие как: удвоение очков, набранных в течение ограниченного времени, увеличение количества фруктов на экране, или замедление всех плодов в течение короткого периода. В режиме «Классика» на экране время от времени появляется специальный фрукт — гранат. В аркадном режиме гранат гарантированно появится в конце каждой игры. Игроки должны резать гранат, как можно быстрее, чтобы получить дополнительные очки. Кроме того, крайне редки питайи, которые иногда появляются в классическом и аркадном режимах. Если разрезать одну из них, то можно получить пятьдесят дополнительных очков.
На iOS-устройствах поддерживается многопользовательском режиме. В нём лезвие и фрукты игрока выделены синим цветом, а противника  красным. Игроки должны резать свои плоды, избегая при этом плоды своего противника. iPad-версия поддерживает локальный мультплеер: экран делится пополам, каждый игрок играет на своей половине экрана. Игроки также могут поделиться набранными очками через Open Feint, Twitter или Facebook.

## Отзывы в прессе
| Сводный рейтинг    | Сводный рейтинг                                                          |
| Агрегатор          | Оценка                                                                   |
| ------------------ | ------------------------------------------------------------------------ |
| GameRankings       | 74,94 %                                                                  |
| Иноязычные издания |                                                                          |
| Издание            | Оценка                                                                   |
| GameZone           | 7/10                                                                     |
| IGN                | 8,5/10                                                                   |
| App Spy            | [ 11 ]                                                                   |
| GameZebo           | [ 12 ]                                                                   |
| Slide to Play      | 4/4                                                                      |
| Touch Arcade       | [ 14 ]                                                                   |
| Android Games      | 4 из 5 звёзд · 4 из 5 звёзд · 4 из 5 звёзд · 4 из 5 звёзд · 4 из 5 звёзд |

Игра была хорошо воспринята как критиками, так и потребителями. По состоянию на сентябрь 2010 года игру скачали больше 3 000 000 раз. Рецензенты считают, что низкая стоимость игры в сочетании с захватывающим геймплеем являются причиной высокой популярности. Они также высоко оценили поддержку и обновления, предоставляемые Halfbrick, которые добавили онлайн многопользовательскую игру, достижения и таблицу лидеров в игру.